# 018/Tio Grupper
018/Tio Grupper är ett samlingsalbum i LP-format från 1980, innehållande viktiga bidrag från punkscenen i Uppsala.

## Låtlista[1]
- Stain - Vill Inte
- Stain - Den Tysta Verkligheten
- N-Liners - Återfall I Farten
- N-Liners - Miljonär
- Rune Strutz - En Bracka Från Gottsunda
- Rune Strutz - Mobbad Runt
- Automania - Dyka
- Automania - Beständigt Cool
- Rävjunk - Slå Tillbaka
- Caiza - Ångestskri
- Olle - Se Mig
- Lepra - Två Dagar Från November
- Lepra - Gräv Upp Jorden
- Allan Ball - Drömmar Om Frihet
- Allan Ball - Ingenting
- Original Rummies - The Perfect Man
- Original Rummies - Invisible Heartbreaker
- Lars Garage - Robot City